# Bronisław Pawłowski (1927–2013)
Bronisław Pawłowski (ur. 18 lutego 1927 we Wierzchni, zm. 24 maja 2013) – polski wojskowy i teoretyk wojskowości, oficer Wojska Polskiego, saper, uczestnik II wojny światowej, członek Międzynarodowej Komisji Nadzoru i Kontroli w Wietnamie w latach 1968–1969, wykładowca Akademii Sztabu Generalnego.

## Życiorys
Służbę wojskową rozpoczął w 1944 roku, jako dowódca drużyny w 31 Batalionie Pontonowo-Mostowym. Po zakończeniu wojny ukończył studia w Oficerskiej Szkole Saperów oraz Wojskowej Akademii Technicznej, następnie odbył studia magisterskie na Wydziale Inżynierii Lądowej Politechniki Warszawskiej i uzyskał stopień naukowy doktora. W latach 1968–1969 był członkiem Międzynarodowej Komisji Nadzoru i Kontroli w Wietnamie.
Był szefem Wydziału Naukowo-Badawczego w Szefostwie Wojsk Inżynieryjnych. W 1987 roku przedstawił pracę habilitacyjną Wykorzystanie min jądrowych w armiach głównych państw NATO oraz ich wpływ na prowadzenie działań bojowych przez wojska własne. Jako wykładowca Akademii Sztabu Generalnego pełnił między innymi funkcję zastępcy szefa Katedry Taktyki Wojsk Inżynieryjnych. W 1991 roku przeszedł w stan spoczynku w stopniu pułkownika.
Był odznaczony między innymi krzyżami Kawalerskim, Oficerskim i Komandorskim Orderu Odrodzenia Polski oraz Złotym Krzyżem Zasługi.
Zmarł 24 maja 2013 roku.